# Othello
 For alternative betydninger, se Othello (flertydig). (Se også artikler, som begynder med Othello)
Othello er en tragedie af William Shakespeare. Skuespillet er skrevet ca. 1603 og er baseret på den italienske novelle "Un Capitano Moro" af Cinthio. 

## Hovedpersonerne
Skuespillet drejer sig om
- Othello, general i den venetianske hær
- Othellos kone, Desdemona
- Othellos løjtnant, Cassio
- Iago

## Temaer
På grund af dets varierede og aktuelle temaer om racisme, kærlighed, jalousi og forræderi bliver Othello ofte stadig opført og har været grundlaget for mange operaer, film og litterære bearbejdelser. Verdis opera Otello er den mest kendte.